# Златни вијек
Златни вијек (грч. χρύσεον γένος; лат. gens aurea) у грчкој митологији први је од пет или четири нараштаја људског рода. Златни вијек смијенио је Сребрни, затим Бронзани, Вијек јунака и, тренутни, Гвоздени. Златни вијек представља период првобитног мира, хармоније, стабилности и напретка, вријеме владавине Титана Хрона.
У класичној митологији Златним вијеком је предсједавала Астреја, кћерка Титанке Темиде, која је била повезана с правдом. Живјела је међу људима до краја Сребрног вијека, али током Бронзаног вијека, када су људи постали насилни и похлепни, побјегла је међу звијезде и постала Сазвијежђе Дјевица или Вага, а у рукама је држала теразије.